# Museo di arte contemporanea Krotone
Il Museo di arte contemporanea Krotone (acronimo MACK) è un museo situato a Crotone all'interno del palazzo Barracco, nella suggestiva cornice della piazza che accoglie altresì il castello di Carlo V.

## Storia
Precedentemente allestito nelle sale dell'ottocentesco palazzo Fonte-Calojro della città, il museo rimase chiuso per diversi anni. La riapertura ufficiale avvenne il 6 giugno 2008 e fu fortemente voluta dall'allora presidente della Provincia di Crotone Sergio Iritale.

## Struttura
È composto da un piano terra ed un primo piano ed è suddiviso in 10 sale.

## Collezioni
Con la sua collezione permanente, il museo ripercorre la storia dell'arte italiana dal secondo dopoguerra ad oggi con artisti locali, nazionali e internazionali.
La vasta collezione del museo vanta opere di Carla Accardi, Mimmo Rotella, Giuseppe Uncini, Hidetoshi Nagasawa, Vettor Pisani, Bruno Ceccobelli, Maurizio Fiorino, Francesco Arena, Vanessa Beecroft, Alighiero Boetti, Sandro Chia, Enzo Cucchi, Franco Giordano, Jannis Kounellis, Mario Merz, Liliana Moro, Luigi Ontani e Giulio Paolini.